# هاراکیری

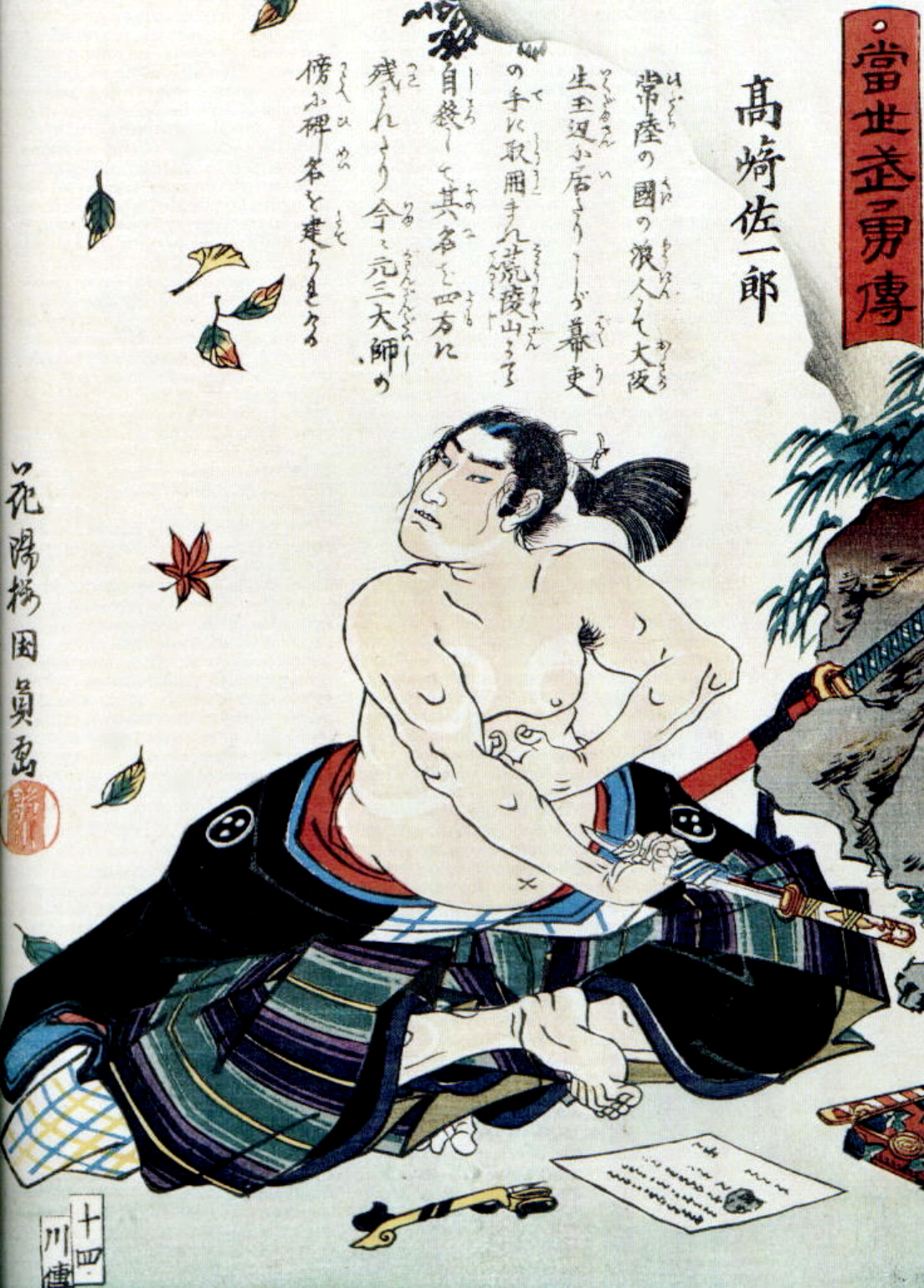
طرح‌نگاره‌ای از یک سامورایی که خود را برای هاراکیری آماده می‌کند. (تاریخ اثر ۱۸۵۰ میلادی)

هاراکیری یا سپّوکو یا شکم‌دری (به ژاپنی: 切腹) نوعی خودکشی است که از آیین سامورایی ژاپن سرچشمه گرفته‌است. هاراکیری قرن‌ها در میان سامورایی‌ها مرسوم بود و اغلب برای حفظ شرف، وفاداری و ایمان، آزاد شدن روح و در بعضی موارد آزاد شدن قدرت انجام می‌شد و امروزه به دلیل نادرست بودن منسوخ شده‌است.

## هاراکیری (سپوکو) چگونه انجام می‌شود
هاراکیری عملی شامل ضربات کشنده در ناحیه شکم با شمشیر کوتاه (واکیزاشی)، برش معده و حرکت دادن تیغه به سمت بالا برای اطمینان از زخم کشنده است. برخی افراد برای اینکه درد کمتری بکشند از کایشاکونین کمک می‌گرفتند و وی کار را تمام می‌کرد (معمولاً با قطع کردن سر). همچنین یک نوع از هاراکیری به نام «Jigai» وجود دارد که شامل برش گلو با استفاده از یک چاقوی مخصوص به نام «تانتو» است.
از جمله آداب و رسوم دیگر این بود که فرد محکوم اغلب غرق در نوشیدن می‌شد و قبل از گرفتن تیغ «شعر مرگ» می‌سرود.

## پیشینه
هاراکیری مختص به سامورایی‌ها است و به عنوان بخشی مهم از آیین سامورایی‌ها شمرده می‌شود و برای اولین بار در قرن دوازدهم به عنوان ابزاری برای دستیابی به یک مرگ شریف ترویج یافت. همچنین برای جلوگیری از اسارت در جبهه جنگ، این آیین را انجام می‌دادند، اما به عنوان ابزاری برای اعتراض و راهی برای ابراز غم و اندوه از مرگ یک فرد بزرگ و ارجمند نیز انجام می‌شد.
در اوایل دهه ۱۴۰۰، به شکل رایج مجازات اعدام، برای سامورایی‌هایی که مرتکب جرمی شده بودند اجرا می‌شد؛ و در هر حالت، این عمل شجاعت و فداکاری بزرگی محسوب می‌شد که آیین جنگجویان باستانی سامورایی را مجسم می‌کرد.

## قانون منع هاراکیری
در سال ۱۸۷۳، هاراکیری به عنوان یک مجازات قضایی در بوشیدو ژاپن منع شد، ولی حتی پس از فرمان منع به‌کارگیری آن به عنوان مجازات، این کار در میان نظامیان و دیگر مردم ژاپن به عنوان نمادی از شرافت ادامه داشت. بسیاری از سربازان شکست خوردهٔ ژاپنی در پایان جنگ جهانی دوم دست به خودکشی به این سبک زدند تا به تسلیم شدن کشورشان در جنگ اعتراض کنند.

## افراد مشهوری که هاراکیری کردند
در سال ۱۹۱۲، پس از مرگ امپراتور میجی، «ژنرال نوگی ماره‌سوکه» برای اثبات وفاداری خود به امپراتور، هاراکیری کرد و از جان خود گذشت. همچنین مشهورترین پرونده تاریخ هاراکیری مربوط به یوکیو میشیما، رمان‌نویس مشهور و نامزد دریافت جایزه نوبل است که در سال ۱۹۷۰ پس از انجام کودتای نافرجام علیه دولت ژاپن مرتکب هاراکیری شد.

## در زبان فارسی
این واژه در زبان فارسی، به منظور به‌گویی (حسن تعبیر)، معمولاً به‌صورت «هاراگیری» تلفظ و نوشته می‌شود. اصطلاحِ ژاپنیِ «سِپّوکو»، به‌عنوان معادل «هاراکیری»، که در بسیاری از زبان‌ها رایج است، در فارسی چندان رواج ندارد.